# Quebrada Carrizalillo (Huasco)
La quebrada Carrizalillo es un curso de agua intermitente de la Provincia de Huasco en la Región de Atacama, ubicado al norte del río Huasco, al sur de la quebrada Totoral.

## Trayecto
Esta quebrada es una de las dos principales, junto a la Quebrada Carrizal (Carrizal Bajo), por su longitud y los aportes recibidos, en el ítem 037 del BNA. Nace en la cordillera de la Costa y desemboca cerca delalocalidad de Los Toyos, unos kilómetros al norte de la desembocadura del río Huasco.: 16 